# Scleronephthya flexilis
Scleronephthya flexilis is een zachte koraalsoort uit de familie Nidaliidae. De koraalsoort komt uit het geslacht Scleronephthya. Scleronephthya flexilis werd in 1909 voor het eerst wetenschappelijk beschreven door Thomson & Simpson. 